# Willy Scholz
Willy Scholz (* 22. Oktober 1889 in Luckenwalde; † 20. Februar 1945 in Bergen) war ein deutscher Politiker (KPD). Er wurde 1945 von den Nationalsozialisten im KZ Bergen-Belsen ermordet.

## Leben
Willy Scholz wuchs in einem sozialdemokratisch geprägten Elternhaus auf. Nach der Volksschule begann er eine Arbeit als Möbelpolsterer, die er jedoch aus gesundheitlichen Gründen abbrechen musste. Er wurde anschließend Hutmacher und schloss sich dem Hutarbeiter-Verband an. Er arbeitete in wechselnden Stellen der Hutbranche. Während des Ersten Weltkriegs gehörte er der Friedensgruppe um Alex Seidler an. 1918 gründete er die USPD in Luckenwalde. Die Ortsgruppe trat 1921 geschlossen zur KPD über und Scholz wurde deren Vorsitzender. 1924 wurde er Stadtverordneter. 1929 wurde er zusätzlich in den Kreistag gewählt. Er war außerdem Mitglied im Roten Frontkämpferbund.
Als führendes Mitglied der Kommunisten wurde er nach der Machtergreifung verhaftet und kam in „Schutzhaft“. Zunächst wurde er im KZ Oranienburg inhaftiert und wegen Landes- und Hochverrats zu zweieinhalb Jahren Haft verurteilt, die er in der Haftanstalt Berlin-Lichterfelde absaß. Gesundheitlich angeschlagen wurde er frühzeitig entlassen, fand aber keine Anstellung mehr. Nach dem gescheiterten Attentat vom 20. Juli 1944 wurde er während der Aktion Gitter verhaftet und in das KZ Sachsenhausen gebracht. Von dort wurde er nach Bergen-Belsen verlegt, wo er am 20. Februar 1945 ermordet wurde.
In Luckenwalde wurde eine Straße nach ihm benannt. Zudem wurde er als Kämpfer gegen den Faschismus geehrt. Nach dem Ende der Deutschen Demokratischen Republik wurde sowohl die Straße umbenannt als auch eine Gedenktafel entfernt, auf der seiner zusammen mit anderen KPD-Mitgliedern gedacht wurde.

## Weblink
- Willy Scholz in der Internetausstellung und Datenbank „Die politischen Häftlinge des Konzentrationslagers Oranienburg“